# Netelia townesi
Netelia townesi là một loài tò vò trong họ Ichneumonidae.